# Kalfou
Kalfou es una comuna camerunesa perteneciente al departamento de Mayo-Danay de la región del Extremo Norte.
En 2005 tenía 26 223 habitantes, de los que 3669 vivían en la capital comunal homónima.
Se ubica unos 70 km al sureste de Maroua.

## Localidades
Comprende, además de Kalfou, las siguientes localidades:
- Agolna
- Bagarao
- Bougay
- Daïba
- Djadel
- Gobio
- Golon Kéké
- Golopo
- Gouarang
- Guébéra
- Korokoro
- Mak
- Nouldayna
- Oudonday
- Poutiki
- Tcherféké
- Zadao